# Onsala kyrka
Onsala kyrka är en kyrkobyggnad på Onsala i Kungsbacka kommun. Den tillhör Onsala församling i Göteborgs stift.
Kyrkan är belägen tämligen högt, omgiven av tät villabebyggelse. Under vikingatiden var platsen för Onsala kyrka en offerlund. Namnet Onsala härstammar från asatron och betyder Odens sal. Prästgården ligger cirka 300 meter sydost om kyrkan och klockaregården återfinns en halv kilometer nordost om kyrkan.

## Kyrkobyggnaden
Den ursprungligen medeltida kyrkan förlängdes vid sekelskiftet 1700 med den nuvarande halvrunda koravslutningen. Troligen har vapenhuset i sydväst byggts under senmedeltiden. Det mindre vapenhuset i sydöst och trätornet i väster uppfördes under 1700-talet. Exteriört är byggnaden vit med tegeltäckt tak.
I det östra tornets källare finns det Gathenhielmska gravkoret (1700-tal) där kaparen Lars Gathenhielm och hans hustru och kompanjon Ingela Gathenhielm är begravda. Gravkoret ansluter till östgaveln och är krönt av en spira med en tretungad örlogsflagga på toppen. Väl kända är de så kallade kaptensläktare från tidigt 1800-tal, belägna på vardera sidan av altaret, där de mäktiga sjökaptenerna hade sin plats. 
Åren 1917-1919 restaurerades kyrkan av Sigurd Curman. Måleriet retuscherades och konserverades. Bänkinredningen byggdes om, men de äldre dörrarna bibehölls. Den äldre dekorerade läktarbröstningen återinsattes. En ytterligare restaurering genomfördes 1974-1975, varvid delar av kyrkans ursprungliga färgprakt togs fram. 

## Takmålningar
Tunnvalvet är dekorerat under första delen av 1700-talet. Målningarnas upphovsmän är inte kända och man tror att minst två olika målare har varit inblandade, varav en skulle kunna vara Göteborgsmålaren Sven Wernberg. Delar av målningarna målades över 1830, men togs åter fram vid restaureringen 1918-1919.

## Inventarier
- Predikstolen är sexsidig och skuren i ek. Den bedöms vara från senare delen av 1500-talet eller början av 1600-talet. Jesu passionstid framställs i skulpturer och målningar och inskriptionerna är på danska och latin.
- Baldakinen är från den danska tiden men senare än predikstolen.
- Altaruppsatsen är snidad 1698 av Marcus Jäger den äldre från Göteborg. Den är i barockstil med patella och huvudvåning. I den höga patellan framställs Nattvarden och i corpus Jesu Korsfästelse.
- Altartavlan är möjligen utförd av Johan Adolf Spaak.[2]
- Altarbordet i sten tillkom 1953.
- Dopfunten av trä är från 1705 och har ett dopfat i ciselerad mässing från 1673.
- Ett epitafium är från 1779.
- Två votivskepp från 1810 och 1828 är donerade av en kapten och en styrman som tack för att de räddats ur sjönöd.

## Kyrkklockor
- Lillklockan är gjuten 1783 av Elias Fries Thoresson i Jönköping.

### Orgel
- 1709 byggdes en orgel med 10 stämmor (7 stämmor i manualen och 3 i pedalen, inklusive Trumpet 16'). Orgeln reparerades 1746.[3]
- 1841 byggde en orgel av Johan Nikolaus Söderling, Göteborg med 11 stämmor. 1885 byggdes orgeln till av Salomon Molander & Co, Göteborg och hade då 17 stämmor.
- 1919 byggdes en orgel av A Magnussons Orgelbyggeri AB, Göteborg med 19 stämmor.
- 1962 byggde A. Magnusson Orgelbyggeri AB, Göteborg en orgel med pipor från äldre orglar. Orgelfasaden härrörde från 1841 års orgel. Orgeln var mekanisk.

| Huvudverk I  | Bröstverk II      | Pedal       | Koppel |
| Rörflöjt 8'´ | Gedackt 8´        | Subbas 16´  | I/P    |
| Principal 4' | Rörflöjt 4'       | Borduna 8´  | II/P   |
| Täckflöjt 4' | Principal 2'      | Koralbas 4' | II/I   |
| Waldflöjt 2' | Täckflöjt 2'      |             |        |
| Mixtur III   | Terzian II        |             |        |
| Dulcian 8'   | Scharf III        |             |        |
|              | Crescendosvällare |             |        |

- År 2015 invigdes Onsala kyrkas nya orgel. Fasaden från 1841 års orgel och delar av orgelhuset är bevarade, men nästan allt innanför väggarna har bytts ut. Orgelverket har tre manualer, 1812 pipor och är byggd på Tostareds Kyrkorgelfabrik. Den har mekaniskt spelbord på läktaren och ett flyttbart spelbord i koret. Elektrisk registratur med 21000 fria kombinationer.

| Man I. Huvudverk C-a3 | Man II. Svällverk C-a3 | Man III. Svällverk C-a3 | Pedal C-f1           | Koppel     |
| --------------------- | ---------------------- | ----------------------- | -------------------- | ---------- |
| Borduna 16'           | Gedackt 8'             | Gedackt 16'             | Subbas 16'           | III/II     |
| Principal 8'          | Fugara 8'              | Violinprincipal 8'      | Gedackt 16' (trans.) | III/I      |
| Viola di gamba 8'     | Spetsflöjt 4'          | Rörflöjt 8'             | Kvinta 10 2/3'       | II/I       |
| Gedackt 8'            | Nasard 2 2/3'          | Salicional 8'           | Borduna 8'           | III/P      |
| Oktava 4'             | Waldflöjt 2'           | Voix céleste 8          | Oktava 4'            | II/P       |
| Täckflöjt 4'          | Ters 1 3/5'            | Principal 4'            | Basun 16'            | I/P        |
| Oktava 2'             | Dulcian 8'             | Flöjt oktaviant 4'      |                      | III 16' /I |
| Mixtur 3 chor         | Tremolo                | Piccolo 2'              |                      | III 16'    |
| Cornett 4 chor        |                        | Oboe 8'                 |                      | III 4'/I   |
| Trumpet 8'            |                        | Tremolo                 |                      | III 4'     |

## Omgivningar
På kyrkogården finns ytterligare ett gravkor uppfört 1776 för familjen Schale, vilket användes som bårhus fram till 1982.

## Bilder

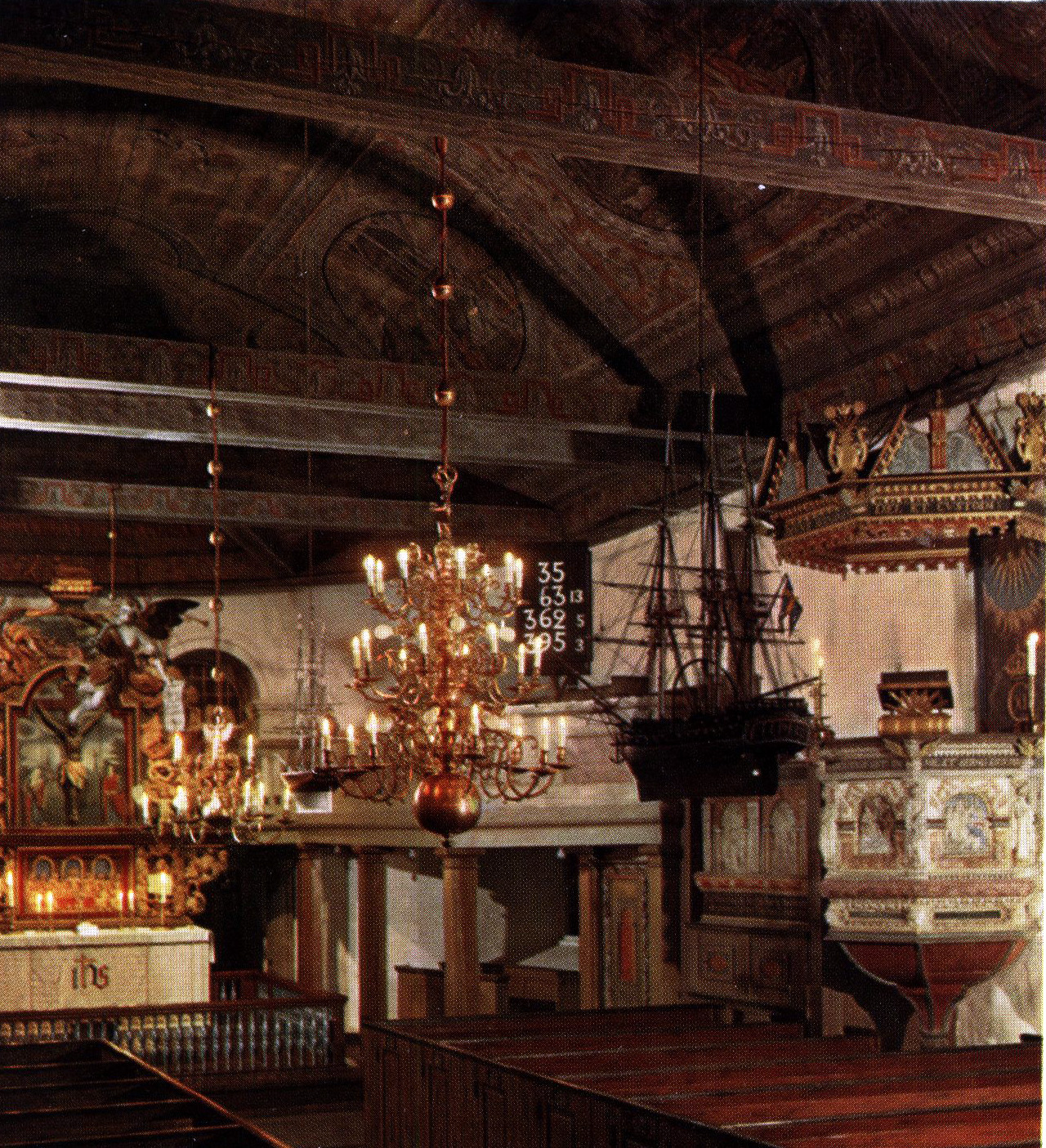
Interiör med votivskepp
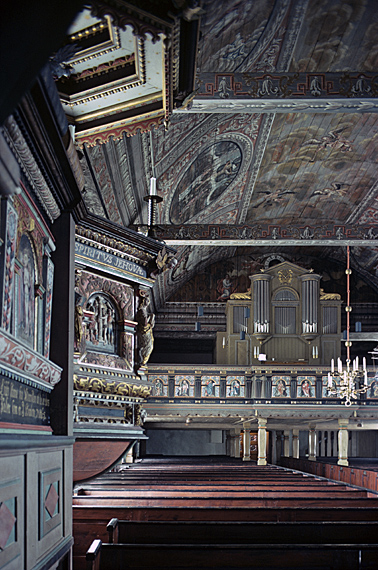
Interiör mot orgelläktaren
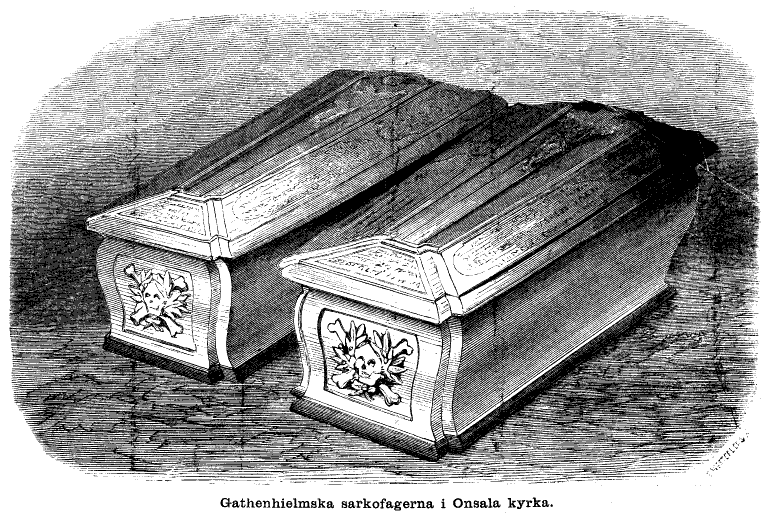
Gathenhielmska sarkofagerna.
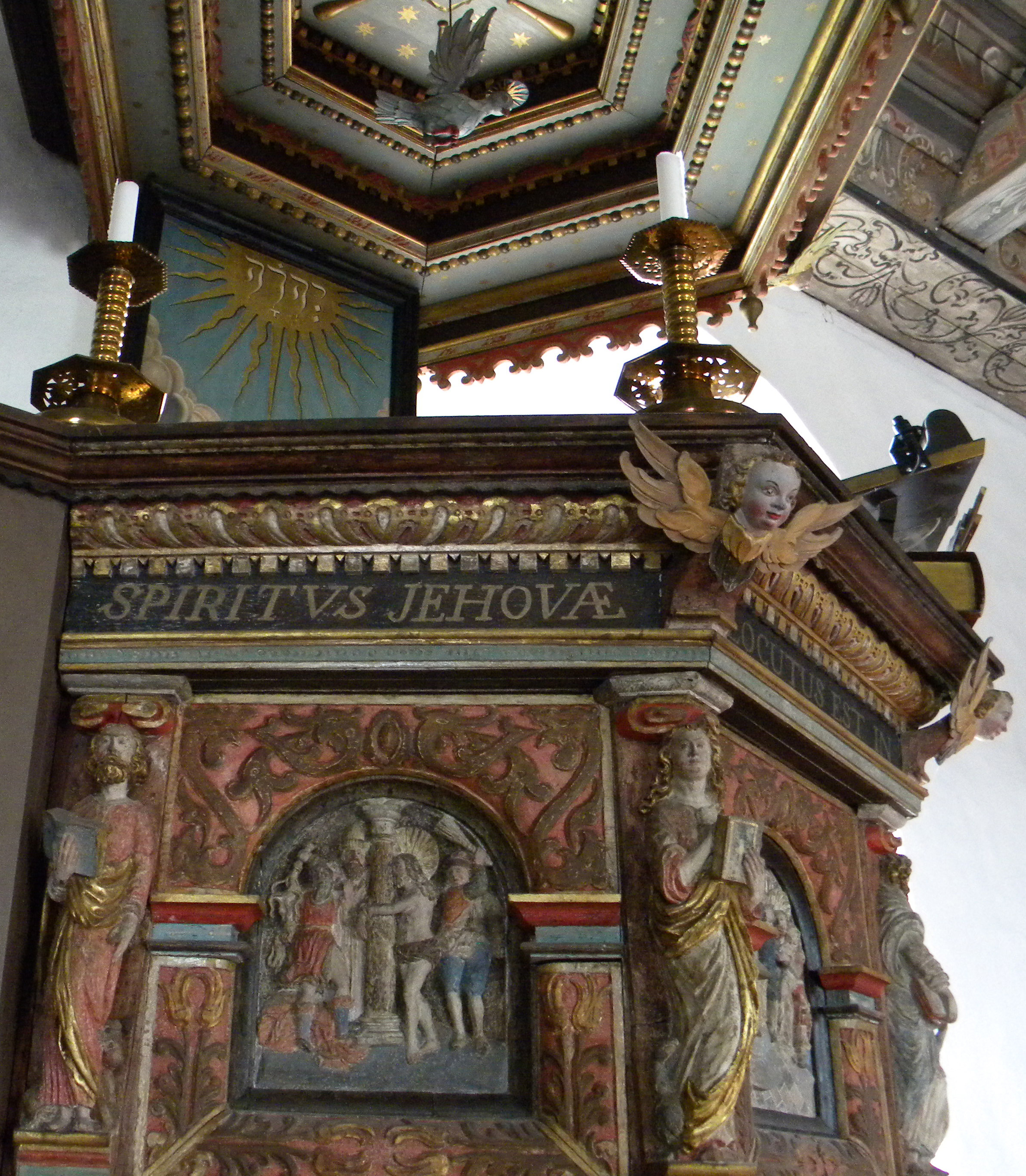
Predikstol från 1500-talet.
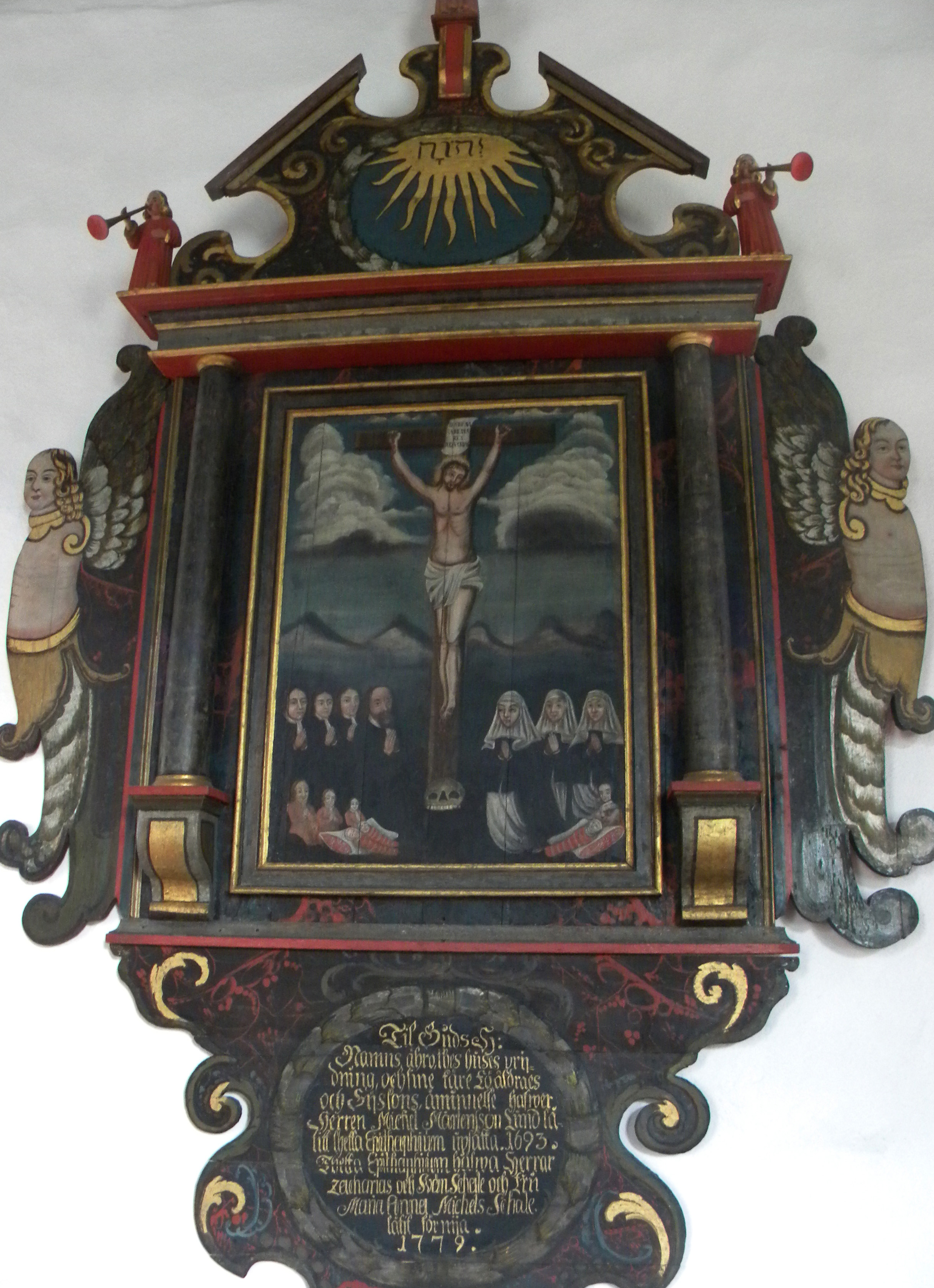
Epitafium från 1779.